# Far Cry
Far Cry је серија видео игара које се играју из првог лица, чија су сва издања објављена од стране Убисофт компаније. Прва игра чији је и сам назив Far Cry, презентована је у марту 2004. године од стране Crytek-a како би представили свој нови софтвер CryEngine. Након тога, Убисофт је добио права на франшизу, а највећим делом развоја је заслужан Убисофт Монтреал - Убисофтов тим програмера, уз помоћ других Убисофт сателитских студија. Следеће игре у серији су користиле Убисофт-модификовану верзију CryEngine-а - Дуниа Енџин, дозвољавајући им да створе игрицу отвореног виртуелног света. Било је пет главних игара у серији, заједно са два самостална проширења; Прва игра, која је првобитно била развијена за Windows, такође је заживела и на многим конзолама за видео игре.
Far Cry игре, током историје њиховог развоја, немају значајније промене у теми игре, већ деле исту тему у којој се играчи постављају у окружење дивљине где морају да помогну у борби против једног или више владара који контролишу одређену област као и преживљавање против дивљих животиња које лутају отвореним простором. Far Cry игре имају снажну сингл плејер кампањску оријентацију са каснијим додацима који нуде co-operative подршку. Игре нуде и проширења за вишекорисничко надметање, и могућност да корисници уређују мапе подручја за ове врсте такмичења.
Far Cry игре су углавном добро прихваћене и сматрају се комерцијалним успехом у области видео игара. Убисофт извештава да је током 2014. године продаја Far Cry серије игара премашила чак 20 милиона примерака.

## Теорија и ток игре
Суштина свих игара у Far Cry серијалу јесте игра из првог лица (FPS) са акционо авантуристичким елементима. Док су први Far Cry и његове верзије били типично FPS реализовани са дискретним нивоима у игри, Far Cry 2 и наредни делови су се адаптирали току игре у виртуелном свету са главном темом и додатним споредним мисијама и задацима за решавање.
Постоје минималне разлике између наративних елемента или хронологија повезаности између игара. Уместо тога, игре Far Cry-а су углавном делиле исту тему, у којој се играч доводи у "границу безакоња" где "вредности и закони данашњице не функционишу", заједно с елементима преживљавања у дивљини и непознатом простору, укључујући лов и занат. Играч често мора да сарађује са борцима за слободу који покушавају да поврате контролу над регионом од стране владајућих непријатеља, и можда ће морати да извршава задатке од различитих страна сукоба међусобно кроз своје поступке. Неке од серија игара су више приклоњене реализацији неких реалних сукоба, док су друге укључивале натприродне елементе или елементе научне фантастике.
Главни програмери серије у Убисофт Монтреал-у, сматрају да све игре деле исти заједнички фиктивни универзум и поново користе неке мање карактеристике да би то одржале и у наредним издањима, али уз то се труде и да се у свакој од игара може уживати као у самосталном наслову, без познавања других игара.

## Историја
| 2004 | Far Cry                        |
| ---- | ------------------------------ |
| 2005 | Far Cry Instincts              |
| 2006 | Far Cry Instincts: Evoludion   |
| 2006 | Far Cry Instincts: Predator    |
| 2006 | Far Cry Vengeance              |
| 2007 | Paradise Lost                  |
| 2008 | Far Cry 2                      |
| 2009 |                                |
| 2010 |                                |
| 2011 |                                |
| 2012 | Far Cry 3                      |
| 2013 | Far Cry 3: Blood Dragon        |
| 2014 | Far Cry 4                      |
| 2015 |                                |
| 2016 | Far Cry Primal                 |
| 2017 |                                |
| 2018 | Far Cry 5                      |
| 2018 | Far Cry 5: Dead Living Zombies |
| 2019 | Far Cry New Dawn               |

Прва Far Cry игра развијена је од стране њемачког студија Crytek-a, и тада премијерно је приказан њихов CryEngine софтвер. Један од Crytek-ових циљева са CryEngine-ом био је да буде у стању да прикаже реалистичне отворене просторе који би могли да се гледају са велике удаљености, што је била јединствена карактеристика од било којих других енџина у тренутку објављивања. CryEngine је првобитно демонстриран као технолошки прототип на Electronic Entertainment Expo (Е3) 1999 под именом Икс-Исл: Острво Диносауруса, посебно развијен на NVIDIA графичке процесоре. Овај прототип игре је омогућио кориснику да истражи виртуелно тропско острво насељено диносаурусима, приказујући величину виртуелног света који CryEngine може да обради. Након Е3 1999, обезбедили су договор са NVIDIA-ом за дистрибуцију Икс-Исл-а заједно са свим NVIDIA картицама као софтвер за бенчмаркинг, баш у време када се CryEngine сматрао најзахтевнијим енџином на тржишту. Убисофт је склопио уговор са Crytek-ом како би направио Икс-Исл у пуном ААА наслову и добио издавачка права за овај наслов. Far Cry је у марту 2004. године објавио за Windows велику похвалу за одличну продају, са преко 730.000 продатих примерака у прва четири месеца.
Након првог издања Far Cry-ја, Crytek, желећи да покаже да је CryEngine имао и друге апликације, потписао је договор у јулу 2004. да би развио серију игрица са издавачем Електроникс Арт-ом (ЕА), директним конкурентом Убисофту. Ова франшиза је постала Crysis серија, кроз коју је Crytek наставио да побољшава свој CryEngine. Са Crytek-ом који није могао у том тренутку да сарађује сa њима, Убисофт је припојио свом студију Убисофт Монтреал како би помогао да се произведу наслови за разне конзоле игара као што су Far Cry Instincts и Far Cry Vengeance. Ови наслови су захтевали да Убисофт Монтреал преради већи део игре јер конзоле у том тренутку нису биле тако моћне као пресонални рачунари (ПС) и нису могле изаћи на крај са широким отвореним нивоима без проблема са перформансама. У овим играма су створени више линеарно повезаних нивоа од оригиналног Far Cry-а, додатне кампање и проширења за више играча, а у неким случајевима променом тока приче у игри довело је до мање реалистичних резултата. У марту 2006, Убисофт је стекао сва права на серију Far Cry и трајну лиценцу за CryEngine верзију енџина која се користила у развоју Far Cry-а. Убисофт Монтреал је остао главни студио у развоју свих будућих Far Cry игара.
Far Cry 2 је објављен од стране Убисофт-а у јулу 2007. године, и имао је две значајне промене у односу на претходне Far Cry игре. Прво, премијерно је користила Дуниа Енџин, модификовану верзију лиценцираног CryEngine од Убисофт Монтреала. Дуниа Енџин је развијен заједно са Far Cry 2 како би направио игру потпуно отвореног виртуелног света, са додатном реалном физиком и разорним окружењима. Друго, уместо да настави са темом из првог дела Far Cry-ја, он је створио више прихватљивију причу, која садржи девет повезаних ликова који се могу изабрати и играч може да креира сопствене приче са другим ликовима са којима се не може играти у игри, повезаних напредним системом вештачке интелигенције. Део разлога због којег је ток приче из Far Cry-ја био одбачен био је да је њен главни лик Џек Карвер био неприхватљив за публику, и да је завршетак игре, посебно са променама направљеним за Far Cry Instincts и Far Cry Vengeance, направио значајан обрт у научну фантастику, нешто што су програмери желели да избегну са Far Cry 2. Убисофт је такође препознао да ће кроз различите верзије конзола играчи бити уморни од тропског окружења, као и да се плаше да је Crytek-ов пројекат са ЕА такође заснован на тропској локацији, и тако се одлучио да промени локалитет на равнице Африке.
Far Cry 2 је објављен у октобру 2008. године, комерцијално успешан и похваљен, са преко 2,9 милиона продатих примерака до 2009. Међутим, директор игре, Клинт Хокинг, приметио је да је у суштини велики део дизајна и теме у Far Cry 2 случајно настао. Far Cry 2 је имао разнолики пријем од играча преко неких игривних карактеристика које су имплементиране како би се играч осећао као део у причи и уронила га у свет игре. Неки од тих реалистичних елемената укључивали су случајни почетак маларије која би утицала на визију и кретање лика док не добије лек специјалан за то, систем кварења оружја у виду ломљења у току коришћења, која би изазвала истрошеност непријатељског наоружања која се користе, војни контролни пунктови које би играч могао да испразни, али који би се поново попунили непријатељима неколико минута касније, и систем за пријатељство у игри, где би играч могао да позове изабраног не-играчког карактера како би помогао свом карактеру у борби, али само на кратко и неће бити на располагању док играч не стигне до сигурне куће за одмор.
Пре-продукцијски рад за Far Cry 3 је наводно почео тек након што је Far Cry 2 испоручен, са плановима да га задржи као тему за наставак, али у неколико година које су уследиле, многи развојни тимови за Far Cry 2 напустили су студио. Пројекат је имао значајан помак у локалу, враћајући се на тему тропског острва сличну Far Cry-у, задржавајући при том природу отвореног света у Far Cry 2. Такође су се потрудили да задрже кључне елементе отвореног света Far Cry 2 који су урадили, али су још додали више могућности да би се играч осећао као у живом свету. То је довело до развоја Дуниа Енџина 2 уз помоћ ког су имплементиране неке функције отвореног света, као што је временски систем, који је премијерно приказан у Far Cry 3. Неколико спорних елемената игре Far Cry 2 је елиминисано. Даље, да би овај свет био смислен, они су елиминисали вишеструке карактере који су могли да се изаберу и уместо тога обезбедили једног карактера који је могао да створи веома добру причу. Far Cry 3 је званично завршен 2011. године и објављен у новембру 2012. године. Иако је Far Cry 3 представио неке контроверзне елементе у оквиру своје теме, ипак је добио позитивне критике и продао више од 10 милиона примерака до 2014. године.
Far Cry 3: Blood Dragon је објављен у мају 2013. године, након што је Убисофт прогласио претходни априлски дан лудила. Игра, као самостални наслов, представљала је издање експеримента које је развио Ден Еванс који је радио на постојећим Far Cry 3 средствима, преправивши неке од постојећих дизајна мапа и геометрија игре. У причи су углавном били заступљени елементи културе осамдесетих година 20. века. То је такође био комерцијални успех са више од милион продатих примерака. Њен успех је довео до тога да Убисофт направи сличан редизајн наслова сачињен од мапе из Far Cry 4, уместо да објављује још проширења за игру. Убисофт је дозволио фановима да гласају за тему коју су желели да виде у Far Cry-у, и довели до развоја Far Cry Primal-а.
И Far Cry 4, најављен у мају 2014. и објављен у новембру 2014. године, и Far Cry 5, објављен у мају 2017. године за издање 2018, прате форму Far Cry 3 игре, додајући побољшања у игривости и технологији енџина.

## Игре
| Игра                         | Метакритик                 |
| ---------------------------- | -------------------------- |
| Far Cry                      | (PC) 89                    |
| Far Cry Instincts            | (Xbox) 85                  |
| Far Cry Instincts: Evoludion | (Xbox) 78                  |
| Far Cry Instincts: Predator  | (X360) 78                  |
| Far Cry Vengeance            | (Wii) 38                   |
| Far Cry 2                    | (PC) 85 (PS3) 85 (X360) 85 |
| Far Cry 3                    | (PC) 88 (PS3) 90 (X360) 91 |
| Far Cry 3: Blood Dragon      | (PC) 81 (PS3) 82 (X360) 80 |
| Far Cry 4                    | (PC) 80 (PS4) 85 (XONE) 82 |
| Far Cry Primal               | (PC) 74 (PS4) 76 (XONE) 77 |
| Far Cry 5                    | (PC) 78 (PS4) 81 (XONE) 82 |
| Far Cry New Dawn             | (PC) 73 (PS4) 71 (XONE) 75 |

### Far Cry (2004)
Far Cry је прва пуцачка игра из првог лица коју је развијена од стране Crytek-а студија из Немачке и коју је објавио Убисофт 23. марта 2004. за Microsoft Windows. Far Cry је продат у 730.000 примерака у року од четири месеца од изласка. Прича у игри прати бившег оператера специјалних снага по имену Џек Карвер, који је насукан на мистериозном архипелагу у Микронезији. Он тражи новинарку коју је пратио након што је нестала када су им плаћеници уништили једрилицу.

### Far Cry Instincts(2005)
Развијен је и објављен од стране Убисофт-а за Xbox 27. септембра 2005. године, сличан је ранијој ПС игри Far Cry. Међутим, игра није тако отворена као претходна. Мисли се на то што је у претходном делу акценат на самом току приче и одређеној теми, док овај део укључује додатне режиме за више играча преко Xbox Live сервиса, заједно са новим могућностима (дивље моћи) и режимом креатора мапа који омогућава корисницима да праве своје мапе за мултиплејер. Примерци су такође били планирани за PlayStation 2 и Nintendo GameCube али никада нису били и креирани.

### Far Cry Instincts: Evolution(2006)
Наставак Far Cry Instincts-а, објављен за Xbox 27. марта 2006. Evolution већ укључује нову сингл-плејер кампању, иако је знатно краћа од кампање представљене у Far Cry Instincts-у. Игра укључује нова оружја и возила, као и проширени картограф и додатни мултиплејер режим. Мапе које су креиране на Xbox верзији Instincts-а не могу бити трансформисане да одговарају Xbox 360 верзији.

### Far Cry Instincts: Predator(2006)
Far Cry Instincts: Predator, наслов Xbox 360 верзије, објављен је истог дана као и Evolution. Укључује графички побољшане верзије Instincts и Evolution. Уређај Xbox 360 је имао уређивач мапа у којем играч може креирати мапе или мењати постојеће мапе.

### Far Cry Vengeance(2006)
Видео игра коју је развио и објавио Убисофт за Wii конзолу, објављен 12. децембра 2006. у Северној Америци. Његова прича је слична Far Cry Instincts: Evolution, претходном Xbox наслову. Far Cry Vengeance има сличну причу као Evolution, и има три нивоа, нова оружје и возила, и промењене контроле.

### Paradise Lost(2007)
Paradise Lost је аркадна верзија за игрицу Far Cry Instincts коју је развио Global VR и објавио Убисофт 2007. године. Играчи користе стационарне торњеве наоружане ракетама и гранатама као појачања.

### Far Cry 2(2008)
Радња Far Cry 2 врти се око "Шакала", кријумчара оружја који је окренуо две фиктивне стране у Африци једну против друге. Игра је направљена тако да играчи имају приступ до 50 km² Афричког терена, заједно са отвореним саванама, шумама, животињама и градовима. Игра је објављена 21. октобра 2008. године у Северној Америци и 24. октобра 2008. године у Европи.

### Far Cry 3(2012)
Прича у Far Cry 3 се окреће око Џејсона Бродија и његових пријатеља, америчких туриста који стижу на необележена острва у Пацифику и отимају их пирати који тврде да се налазе на земљи под водством лудака Васа. Џејсон успева да побегне, и мора научити законе џунгле да би преживео и спасио своје пријатеље. Игра је објављена 29. новембра 2012. у Аустралији, 30. новембра у Европи, и 4. децембра у Северној Америци.

### Far Cry 3: Blood Dragon(2013)
Blood Dragon је самостални "проширујући пакет" заснован на свету Far Cry 3. Иако Blood Dragon не наставља причу о Far Cry 3, он дели исти енџин за игру и механике играња. Вест о њеном развоју процурела је код Бразилске комисије за оцењивање, која је доделила сертификат од 18+ на основу референци наслова на насиље, секс и дрогу. Ретроспективна прича, ликови и визуелни стил игре инспирисани су акционим филмовима из 1980-их, посебно филмовима Арнолда Шварценегера, као што су Командос, Терминатор и Предатор, и Силвестера Сталонеа као што су Кобра, Рамбо и Роки 4. Остале филмске/телевизијске референце укључују Робокап, Бекство из Њујорка, Лице са ожиљком и Нинџа корњаче, између осталих. Преправљене наруџбине за ПС верзију добиле су дигиталну копију звука, произведену у Мелбурну, у Аустралији, засновану на Повер Глове технологији. Због успеха наслова, директор Убисофта Ивес Жилмот изјавио је да игра може добити и малопродајну верзију.

### Far Cry 4(2014)
Игра је смештена у измишљеној земљи Кират у регији Хималаја, којом влада деспотски самопостављени краљ по имену Паган Мин. Протагониста, Ајаи Гејл, ухваћен је у рату и мора збацити Мин, када га је покојна мајка условила да поново путује, из САД, у своју домовину како би тамо просуо њен пепео. Игра је објављена 18. новембра 2014. у Аустралији и Северној Америци, и 20. новембра 2014. године у Европи.

### Far Cry Primal(2016)
Најављен у октобру 2015. године, Far Cry Primal је објављен 23. фебруара 2016. за PlayStation 4, Xbox 1 и марта 2016. за Windows. Време у игри је постављено у каменом добу и врти се око приче о Такару, који почиње као ненаоружани ловац и уздиже се да постане вођа племена. Far Cry Primal је развио Убисофт Монтреал.

### Far Cry 5(2018)
Радња Far Cry 5 игре се поставља у модерној Монтани у измишљеној Жупанији Хоуп. Играч преузима улогу шерифовог заменика који се уплиће у насилни сукоб између култа судњег дана названог "Последња капија" под водством "Оца" Џозефа Сида и његове браће и сестара, и оних који се одупиру становницима округа Хоупа који су видели своје пријатеље и породицу одведене или убијене од стране култа. Најављен је у мају 2017, игра је објављена 27. марта 2018. године широм света.

### Far Cry New Dawn(2019)
Far Cry New Dawn је наративни наставак Far Cry 5 који је објављен 15. фебруара 2019. године. Радња у игри је постављена седамнаест година након догађаја у Far Cry 5 и прати преживеле у нуклеарним ратовима док покушавају да обнове своју заједницу.

### Far Cry 6(2021)
Far Cry 6 је најавио Убисофт дана 12. јула 2020. Планирано је да игра изађе у продају фебруара 2021.

## Медијске реализације
- Видео-филм заснован на игри Far Cry, објављен 2008. године, режирао је Ув Бол и глумци Тил Швајгер као Џек Карвер, филм прати Џека Карвера, бившег војника специјалних снага који је преврнут чамцем, којег је новинар ангажовао да истражи најстрожу тајну војне базе на оближњем острву; филмови су добили негативне критике, а већина критичара каже да то што је заснован на игри не представља оправдање.
- Године 2013, објављено је да је Far Cry филм развијен у продукцији Ubisoft Motion Pictures, заједно са Watch Dogs и Raving Rabbids филмом.[52]

## Новеле
- Романи на немачком језику: Михаел Т. Бати:
  - Far Cry: Götterdämmerung (Panini. 2007.  978-3-8332-1568-1.) - проширена романизација оригиналне игре Far Cry;
  - Far Cry 2: Blutige Diamanten (Panini. 2008.  978-3-8332-1742-5.) - претеча игре Far Cry 2.

- Far Cry: Absolution (2018) од Урбана Вајта – претеча игре Far Cry 5.